# パシフィック・ウォー
『パシフィック・ウォー』（原題: USS Indianapolis: Men of Courage）は、2016年製作のアメリカ合衆国の戦争映画。
太平洋戦争末期に戦争終結の極秘任務を命じられたアメリカ海軍の巡洋艦インディアナポリスとその艦長チャールズ・B・マクベイ3世の数奇な運命を描く。マリオ・ヴァン・ピーブルズ監督、ニコラス・ケイジ主演。

## あらすじ
1945年、チャールズ・マクヴェイ艦長が指揮するポートランド級重巡洋艦インディアナポリスは、後に広島へ使用されることになる原爆の部品をテニアン島の基地へ運搬するという極秘任務を無事に遂行する。1945年7月30日、フィリピン海を哨戒中、護衛の無いこの艦は大日本帝国海軍の伊号第五十八潜水艦の魚雷攻撃を受けて乗員300名と共に沈没する。脱出した乗員たちは、サメが出没する海域で食料も水も無く、5日間海上を漂流する。
絶望的な5日間の間、残った乗員の殆どはサメに食われるか、海水を飲んだことによる塩水中毒で死亡する（負傷者の中には船酔いや感染性の傷で死亡する者もいた）。ありもしない島の幻影を見て、集団から泳ぎ去り、そのまま行方不明になった者もいる。5日目、生き残った乗員はPBYカタリナ飛行艇により発見され救助される。生き残ったのは僅か316人だった。
自らの重過失のスケープゴートを求めて、米海軍上層部はマクヴェイ艦長を「潜水艦の魚雷を避けるための蛇行をせずに艦を危険に陥れた」として軍法会議にかけ、マクヴェイ艦長の陳述を裏付ける圧倒的な証拠（日本海軍の伊号第五十八潜水艦の元艦長もマクヴェイ艦長に過失は無かったと証言した）にも拘わらず、有罪判決を下した。
数年後、マクヴェイ艦長は、亡くなった乗員の怒りと悲しみに打ちひしがれた親族からの電話や手紙、メディア（主に新聞が艦の沈没はマクヴェイのせいとした）から嫌がらせを受け、自殺した。
映画の最後に、2000年10月30日にビル・クリントン大統領がマクヴェイ艦長の容疑を全て晴らす様子が描かれる。エンドクレジットが流れる間、2人の水兵が当時の海域のサメについて詳しく語り、救助の実際の映像が遭難した水兵の多くの肖像と共に表示される。

## キャスト
橋本以行を演じた竹内豊は当時41歳で、インディアナポリスを撃沈したころの橋本（36～37歳）より年上だったが、面会時に若く見られたため別な役を割り当てられそうになった。しかしプロデューサーに直談判して役を獲得した。
※括弧内は日本語吹替
- チャールズ・B・マクヴェイ3世大佐 - ニコラス・ケイジ（大塚明夫）
- マクウォーター - トム・サイズモア（関口雄吾）
- エイドリアン・マークス大尉 - トーマス・ジェーン（斉藤次郎）
- バマ - マット・ランター（矢野正明）
- エイドリアン・パーネル提督 - ジェームズ・レマー（仲野裕）
- ワックスマン - ブライアン・プレスリー（遠藤大智）
- 橋本以行 - 竹内豊（遠藤大智）
- コナー - ジョニー・ワクター（谷内健）
- ダントニオ - アダム・スコット・ミラー（中村章吾）
- ウェスト - コディ・ウォーカー（茂木たかまさ）
- スタンディッシュ大尉 - コラード・ハリス（岡井カツノリ）
- ギャリソン - クレイグ・テイト（藤沼建人）
- アルヴィン - ジョーイ・カポネ（今村一誌洋）
- クララ - エミリー・テナント（保澄しのぶ）
- クイン - シャーマー・サンダース（三瓶雄樹）
- ウィルバー・“チャック”・グウィン大尉 - マックス・ライアン（関口雄吾）
- ルイーズ・マクベイ - ヴェロニカ・ロサティ

## 評価
レビュー・アグリゲーターのRotten Tomatoesでは12件のレビューで支持率は17%、平均点は3.40/10となった。Metacriticでは8件のレビューを基に加重平均値が30/100となった。